# Río Veyle
El río Veyle es un río de Francia, un afluente por la izquierda del río Saona. Su longitud es de unos 66,9 km y drena una pequeña cuenca de 670 km².

## Geografía
El río Veyle nace a 310 m, en el estanque de Magenet, cerca de Chalamont, en la región de Dombes, en el departamento de Ain, en un territorio caracterizado por la presencia de numerosos lagos, de los que se alimenta el Veyle y sus afluentes el Irance, el Renon y el Vieux-Jonc. Desemboca en el Saona frente a Mâcon (Saona y Loira). 
Recorre el departamento de Ain, en el que se incluye toda su cuenca. Su territorio no tiene grades ciudades, ya que Mâcon no forma parte de su cuenca al quedar al otro lado del Saona. Su curso se desarrolla en las Dombes y -aguas abajo- en la Bresse. El territorio, rico en zonas pantanosas, se consideraba tradicionalmente insalubre, por lo que fue drenado y canalizado. De resultas de ello se crearon los lagos actuales, que en el presente soportan una actividad de piscicultura intensiva. Otros usos tradicionales de los cursos de agua de esta cuenca son como fuente de energía en molinos (desde la Edad Media) y para la irrigación de pastos. Para este último fin se construyeron en los siglos XVIII y XIX pequeñas presas. La gestión del agua del Veyle supuso numerosos conflictos entre los distintos usuarios y vecinos de las riberas, por lo que ha existido tradicionalmente una estricta reglamentación.